# Mckinstryita
La mckinstryita és un mineral de la classe dels sulfurs. Rep el seu nom de Hugh Exton McKinstry (1896-1961), professor de geologia de la Universitat Harvard.

## Característiques
La mckinstryita és un sulfur d'argent i coure, de fórmula química Ag5-xCu3+xS₄, un sulfur de baixa temperatura, sovint associat amb les químicament relacionades stromeyerita i jalpaïta. Cristal·litza en el sistema ortoròmbic. Es troba en forma d'agregats granulars de cristalls entrellaçats, de fins a 3 mil·límetres. La seva duresa a l'escala de Mohs es troba entre 1,5 i 2,5.
Segons la classificació de Nickel-Strunz, la mckinstryita pertany a «02.BA: sulfurs metàl·lics amb proporció M:S > 1:1 (principalment 2:1) amb coure, argent i/o or», juntament amb els minerals següents: calcocita, djurleïta, geerita, roxbyita, anilita, digenita, bornita, bellidoïta, berzelianita, athabascaïta, umangita, rickardita, weissita, acantita, stromeyerita, jalpaïta, selenojalpaïta, eucairita, aguilarita, naumannita, cervel·leïta, hessita, chenguodaïta, henryita, stützita, argirodita, canfieldita, putzita, fischesserita, penzhinita, petrovskaïta, petzita, uytenbogaardtita, bezsmertnovita, bilibinskita i bogdanovita.

## Formació i jaciments
És d'origen supergènic hidrotermal; probablement formada per sota de 94,4◦C, el límit superior d'estabilitat per a la mckinstryita. Sol trobar-se associada a molts altres minerals com: plata, arsenopirita, stromeyerita, actinolita, wittichenita, bismut, rammelsbergita, balkanita, cinabri, pirita, calcita, barita o aragonita, entre d'altres. Va ser descoberta l'any 1966 a la mina Foster, a Coleman Township (Ontario, Canadà).